# Kho báu bị đánh cắp
Kho báu bị đánh cắp (tựa gốc: The Monuments Men) là một phim đề tài chiến tranh năm 2014 do George Clooney đạo diễn kiêm nhà đồng sản xuất với Grant Heslov. Phim có sự tham gia của Clooney, Matt Damon, Bill Murray, John Goodman, Jean Dujardin, Bob Balaban, Hugh Bonneville và Cate Blanchett.